# 1051 Merope
Merope (asteroide 1051) é um asteroide da cintura principal com um diâmetro de 67,21 quilómetros, a 2,9114538 UA. Possui uma excentricidade de 0,0952002 e um período orbital de 2 108,29 dias (5,78 anos).
Merope tem  uma inclinação de 23,45419º.
Esse asteroide foi descoberto em 16 de Setembro de 1925 por Karl Reinmuth.
Este asteroide recebeu este nome em homenagem à plêiade Mérope da mitologia grega.